# 오서 (책)
오서(吳書)는 동부 오나라의 잃어버린 역사이다. 이 책은 황제의 명령에 따라 오나라의 공식 역사가들이 편찬한 것이다. 현재까지 남아 있는 유일한 본문 부분은 배송지의 삼국지 주석에 보존된 수많은 인용문이다.
손권은 250년쯤에 이 작업을 처음 의뢰한 것으로 본다. 불과 몇 년 후인 손량의 통치가 시작되자 위소 등으로 구성된 새로운 위원회가 창설되었다. 이 책은 완성되지 않은 것으로 추정되며 당나라 이후 어느 시점에 분실되었다.